# Kasteel Reigerlo

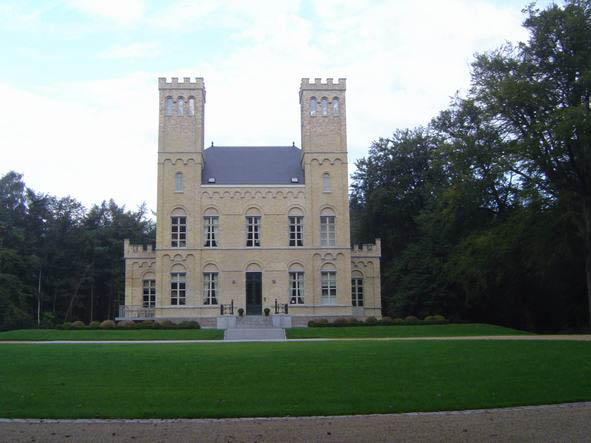
Kasteel Reigerlo in Beernem

Kasteel Reigerlo is een kasteel in de West-Vlaamse plaats Beernem, gelegen aan Hulstlo 2.

## Geschiedenis
Het kasteel werd gebouwd door de Brugse bankier Felix Du Jardin in de jaren 1846-1847. In 1860 kwam het aan mevrouw Charles de Madrid-d'Hooghe de la Gaugerie, welke het als buitenhuis gebruikte. In 1906 werd het kasteeltje nog uitgebreid.

## Gebouw
Het is een strak symmetrisch gebouw. Het middendeel is twee bouwlagen hoog en wordt aan beide zijden geflankeerd door vierkante torenachtige bouwsels van vier bouwlagen, bekroond door kantelen. Aan beide zijden daarnaast nog uitbouwtjes van één bouwlaag, ook door kantelen bekroond.

## Park
In het park bevindt zich een folly, namelijk een imitatie-druipsteengrot. Ook is er een ijskelder.